# Rau khúc Ấn Độ
Xem thêm bài định hướng rau khúc nếp để biết về loài có trùng tên gọi rau khúc...
Rau khúc Ấn Độ, danh pháp khoa học Gnaphalium indicum (trong tiếng Việt có thể được gọi là Rau khúc, rau Khúc nếp, Hán văn là Thử cúc thảo) là một loài thực vật có hoa trong họ Cúc. Loài này được L. mô tả khoa học đầu tiên năm 1753.